# Iris anguifuga
Iris anguifuga là một loài thực vật có hoa trong họ Diên vĩ. Loài này được Y.T.Zhao & X.J.Xue miêu tả khoa học đầu tiên năm 1980.